# Casa Kovary din Cluj-Napoca
Casa Kőváry din Cluj-Napoca este o clădire aflată lângă Casa Petrechevich-Horvath (Muzeul de istorie), pe str. Daicoviciu Constantin nr.1, vizavi de Casa Piuariu-Molnar. 

## Istoric
Clădirea a fost ridicată la începutul secolului al XIX-lea și a funcționat o perioadă drept han. 
În această clădire a locuit pentru o perioadă istoricul Kőváry László, autorul unei ample istorii a Transilvaniei.